# Bill il taciturno
Bill il taciturno è un film del 1967 diretto da Massimo Pupillo.

## Trama
La banda di Thompson assalta una carovana; Bill, testimone involontario, riesce a scappare salvando la vita a Linda. I due si rifugiano nel paese vicino, cioè dove si trovavano i banditi. Bill dovrà darsi poco da fare per sgominarli.

## Produzione
Il film fu girato nel Lazio: interni negli studi di Cinecittà, esterni a Tor Caldara e al Canalone della Tolfa.

## Distribuzione
Conosciuto anche come Il suo nome era Bill il taciturno ma lo chiamavano il Becchino, fu distribuito come seguito di Django in:
- Stati Uniti: Django Kills Softly e Django Kills Silently
- Brasile: Django Mata em Silêncio
- Danimarca: Django renser byen
- Grecia: Django skotonei siopila
- Germania Ovest: Django tötet leise e Django - Der lautlose Killer
- Francia: Django, le taciturne